# Michelina De Cesare

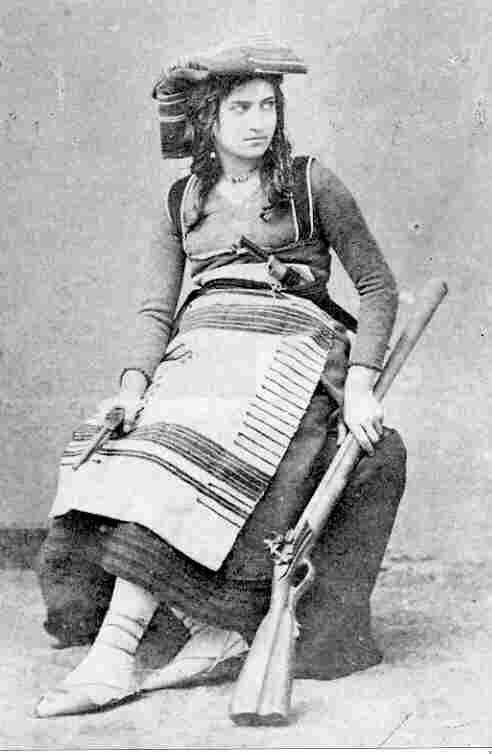
Michelina De Cesare

Michelina De Cesare (auch: Di Cesare; * 28. Oktober 1841 in Caspoli, Königreich beider Sizilien; † 30. August 1868 in Mignano Monte Lungo) war eine bekannte Brigantessa und Geliebte des Bandenchefs Francesco Guerra.

## Leben
De Cesare wurde in Caspoli, einem Ortsteil des nördlich von Neapel gelegenen Mignano Monte Lungo, in armen Verhältnissen geboren und hatte einen Bruder.
Im Jahr 1861 heiratete Michelina De Cesare einen gewissen Rocco Zenga, der im Jahr darauf starb. Im selben Jahr lernte sie Francesco Guerra kennen, einen fahnenflüchtigen Soldaten, der sich der Bande des Rafaniello (alias Domenicangelo Cecchino) angeschlossen hatte und seit dessen Tod 1861 deren Anführer war. Nach Aussagen der Briganten Ercolino Rasti 1863 und Domenico Compagnone 1865 heirateten De Cesare und Guerra heimlich. Die Bande umfasste 21 Mitglieder, und Michelina De Cesare spielte darin wohl eine führende Rolle. Es existieren zahlreiche Photos von ihr in Volkstracht.
Sie wurde erschossen, als Guerras Bande nahe Monte Morrone (Mignano) in die Hände piemontesischer Jäger fiel. Ihre nackte Leiche wurde zur Abschreckung öffentlich zur Schau gestellt und auch so photographiert.